# DFC Praag
DFC Praag (Deutsche Fußball-Club Prag) was een Oostenrijkse, later Tsjecho-Slowaakse voetbalclub uit de Boheemse, later Tsjechische hoofdstad Praag. In het begin van de 20e eeuw was de club een van de beste van Europa.

## Geschiedenis
De club werd op 25 mei 1896 opgericht door Duitsgezinde Joden die zich afgescheiden hadden van de kort daarvoor opgerichte club Deutschen Eis- und Ruder Club Regatta Prag. Ondanks dat Praag tot het keizerrijk Oostenrijk-Hongarije behoorde nam de club deel aan de Duitse bekercompetitie (tot aan de Tweede Wereldoorlog zagen Oostenrijkers zichzelf als Duitsers, vandaar ook de naam Deutscher FC en niet Österreicher). Dit kwam doordat de Duitse voetbalbond dit vroeg aan verschillende clubs uit Oostenrijk-Hongarije zodat er meer teams meededen in de competitie. De spelers mochten evenwel niet voor het nationaal elftal opdraven.
In 1896 nam de club samen met Sparta, Slavia en AC Praag aan het kampioenschap van de Boheemse bond en won de drie wedstrijden. In 1897 speelde de club drie keer gelijk in het kampioenschap.
Op 31 mei 1903 speelde DFC de finale om de allereerste Duitse landstitel in Altona en verloor met 2-7 van VfB Leipzig. DFC moest in de halve finale spelen tegen Karlsruher FV in Leipzig maar wachtte tevergeefs op de tegenstander. Kort voor het vertrek naar Leipzig kreeg Karlsruher FV een telegram uit Praag dat de wedstrijd verplaatst was naar een latere datum. Zo stootte Praag direct door naar de finale. Wie het telegram verstuurde is tot op de dag van vandaag onbekend.
Tijdens de Eerste Wereldoorlog werd de club officieus kampioen in 1917.
Tot in de jaren 20 was de club een dominerende club in Europa en speelde vaak vriendschappelijke wedstrijden tegen clubs uit Wenen en Boedapest. Samen met Slavia en Sparta hoorde de club in het begin van de 20e eeuw toe aan de ÖFB. Ook werden spelers geleverd voor de nationale ploeg van Oostenrijk.
In 1925 nam de club deel aan het allereerste profkampioenschap in Tsjecho-Slowakije en werd vierde achter Sparta, Slavia en Viktoria Žižkov. Het volgende seizoen moest de club zich terugtrekken omdat de competitie enkel nog toegankelijk was voor Tsjechoslowaakse teams en niet voor Duitse teams. De Duitse bond verzette zich, maar was uiteindelijk machteloos.
Nadat in Tsjecho-Slowakije Konrad Henlein een voorname politicus was geworden, sloot hij de joodse leden van de club uit. Na de opmars van de Duitse troepen in Praag werd de club verboden en ontbonden.

## Erelijst
- Duitse vicekampioen
  - 1903
- Boheems kampioen
  - 1896
- Tsjecho-Slowaaks amateurkampioen
  - 1931, 1933
- Kampioen van Sudetenland

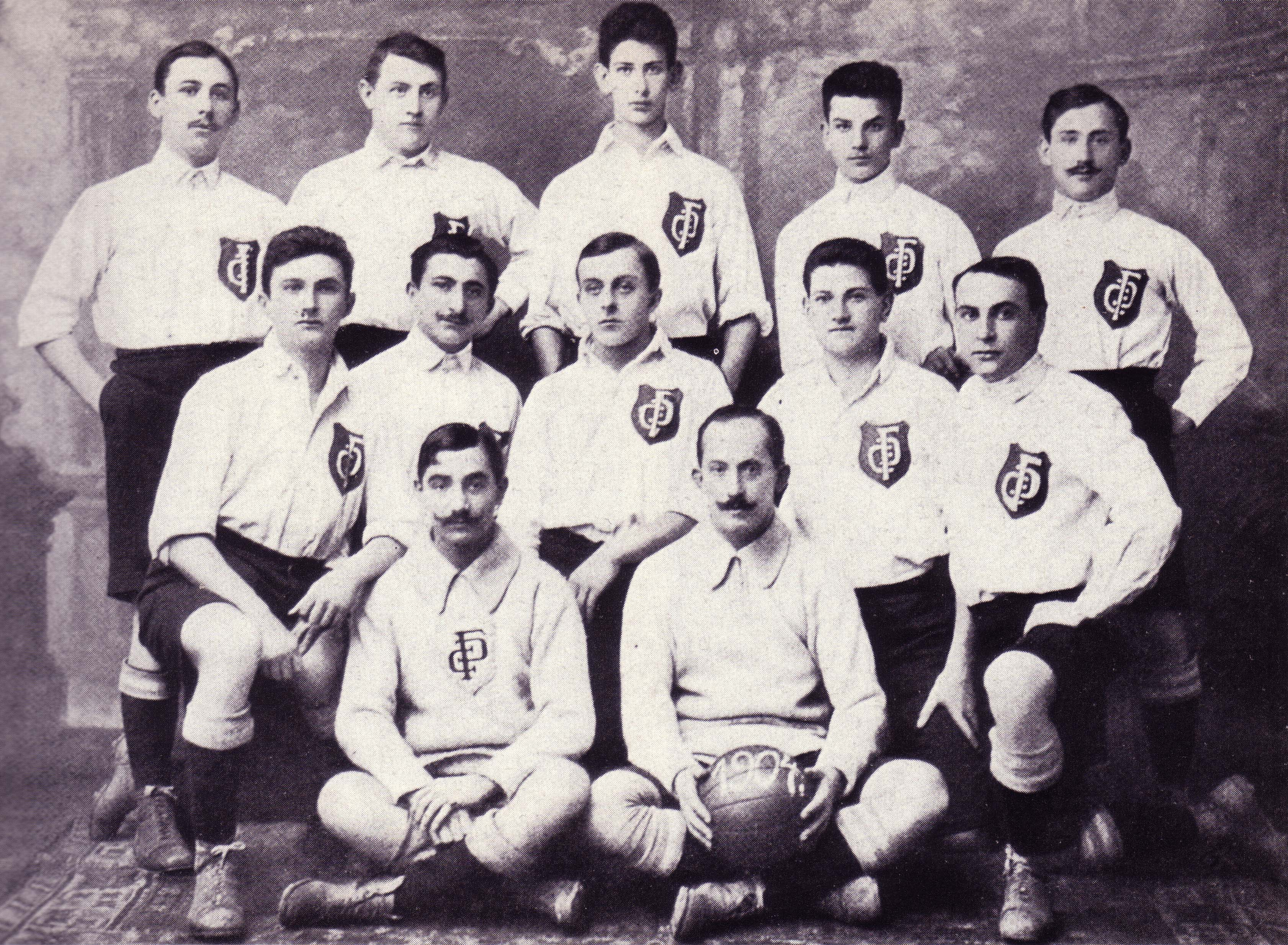
DFC Praag 1904; 3.r.n.l.: Fischer - Sedlaczek - Dr. Fischl - Meissner - Weil; 2.r.n.l.: Schwarz - Österreicher - Kurpiel - Dr. Frey - Robicek; 1.r.n.l: Eisenstein - Pick

  - 1923, 1924, 1926, 1927, 1928, 1929, 1931, 1932, 1933, 1937